# Embalse Conchi
El embalse Conchi es una acumulación artificial de agua mediante un muro de contención ubicada en el río Loa ubicado a 3000 m s. n. m. y a unos 68 km al nororiente de la ciudad de Calama, a poca distancia de la confluencia de los ríos río Loa y río San Pedro de Inacaliri. El muro tiene una altura de 70 m sobre el lecho del río y un largo de 200 m. Tiene una capacidad de almacenamiento de 22 millones de metros cúbicos de agua que sirven para asegurar el abastecimiento del vital elemento a la agricultura de la cuenca del río Loa, específicamente en los sectores de Lasana, Chiu Chiu y Calama.: 5.1.6 
El embalse entró en funcionamiento en 1975.: 161 
Tiene pérdidas por evaporación estimadas de 0.09 m³/s.

## Situación 2019
| Comparación contenido histórico/actual                           |                                                                  |
| ---------------------------------------------------------------- | ---------------------------------------------------------------- |
| Gráfico no disponible temporalmente debido a problemas técnicos. |                                                                  |
| Contenido histórico Contenido 2018-2019                          |                                                                  |
|                                                                  | Gráfico no disponible temporalmente debido a problemas técnicos. |

|  | Gráfico no disponible temporalmente debido a problemas técnicos. |

El diagrama de la derecha es la comparación de los caudales promedio históricos con el caudal medido el año 2018-19. Es evidente una notable falta de caudal en el último año.